# Falling Out
Albums de Peter Bjorn and John
Peter Bjorn and John Writer's Block
Falling Out est le deuxième album de Peter Bjorn and John. Il est paru le 4 octobre 2005.

## Liste des morceaux
1. Far Away, By My Side – 3:22
2. Money – 4:02
3. It Beats Me Every Time – 3:37
4. Does It Matter Now? – 4:33
5. Big Black Coffin – 6:31
6. Start Making Sense – 2:14
7. Teen Love – 3:37
8. All Those Expectations – 4:53
9. Tailormade – 5:36
10. Goodbye, Again Or – 2:02

Chansons supplémentaires apparaissant sur la réimpression par Wichita Recordings en 2007 :
1. (I Just Wanna) See Through – 2:49
2. The Trap's My Trip – 5:12
3. Punks Jump Up – 1:10
4. Unreleased Backgrounds – 6:45
5. Fortune Favours Only the Brave – 3:19